# Craspedia
Craspedia là một chi thực vật có hoa trong họ Cúc (Asteraceae).

## Loài
Chi Craspedia gồm các loài:
1. Craspedia adenophora K.L.McDougall & N.G.Walsh
2. Craspedia alba J.Everett & Joy Thomps.
3. Craspedia alpina
4. Craspedia aurantia J.Everett & Joy Thomps.
5. Craspedia canens J.Everett & Doust
6. Craspedia coolaminica J.Everett & Joy Thomps.
7. Craspedia costiniana J.Everett & Joy Thomps.
8. Craspedia crocata J.Everett & Joy Thomps.
9. Craspedia glabrata (Hook.f.) Rozefelds
10. Craspedia glauca (Labill.) Spreng.
11. Craspedia incana Allan
12. Craspedia jamesii J.Everett & Joy Thomps.
13. Craspedia lamicola J.Everett & Joy Thomps.
14. Craspedia lanata (Hook.f.) Allan
15. Craspedia leucantha F.Muell.
16. Craspedia major (Hook.f.) Allan
17. Craspedia maxgrayi J.Everett & Joy Thomps.
18. Craspedia minor (Hook.f.) Allan
19. Craspedia paludicola J.Everett & Doust
20. Craspedia pilosa Spreng.
21. Craspedia preminghana Rozefelds
22. Craspedia richea Cass.
23. Craspedia robusta (Hook.f.) Cockayne
24. Craspedia uniflora G.Forst.
25. Craspedia variabilis J.Everett & Doust